# Line Noro
Pour les articles homonymes, voir Noro.
Aline Simone Noro, dite Line Noro, née le 22 février 1900 à Houdelaincourt (Meuse) et morte le 4 novembre 1985 dans le 13e arrondissement de Paris, est une actrice française.

## Biographie
Line Noro est la petite-fille du couple de communards Jean-Baptiste et Émilie Noro, d'origine lyonnaise,.
Au théâtre, Line Noro a notamment travaillé avec Jacques Copeau, Charles Dullin et Louis Jouvet. Pendant plus de vingt ans, elle a été pensionnaire de la Comédie-Française (de 1945 à 1966).
Actrice de rôles de composition, spécialisée aussi dans les « rôles de pleureuses », elle a joué au cinéma dans une cinquantaine de films entre 1928 et 1956, parmi lesquels : Pépé le Moko de Julien Duvivier (1937), Goupi Mains Rouges de Jacques Becker (1943), La Symphonie pastorale de Jean Delannoy (1946) ou encore Meurtres ? de Richard Pottier (1950).
Line Noro a été l'épouse du réalisateur André Berthomieu (mort en 1960). En raison de problèmes de vue, elle quitte la scène et les écrans dans les années 1960.
Elle meurt en 1985 des suites d'une longue maladie. Elle est inhumée au columbarium du cimetière du Père-Lachaise (division 87, case n° 18 383, cendres relevées), avant d'être transférée à Rimou (Ille-et-Vilaine).

## Carrière au cinéma
- 1928 : La Divine Croisière de Julien Duvivier
- 1929 : Ces dames aux chapeaux verts d'André Berthomieu
- 1930 : Pivoine d'André Sauvage - court métrage, resté inachevé -
- 1931 : Faubourg Montmartre de Raymond Bernard : Céline Gentilhomme
- 1932 : Mater dolorosa d'Abel Gance
- 1933 : La Tête d'un homme de Julien Duvivier : la fille
- 1933 : L'Assommoir de Gaston Roudès : Gervaise
- 1933 : Au bout du monde de Gustav Ucicky et Henri Chomette : Line
- 1934 : Dernière Heure de Jean Bernard-Derosne
- 1934 : L'Or de Karl Hartl et Serge de Poligny : l'infirmière
- 1934 : Le Petit Jacques de Gaston Roudès : Marthe Rambert
- 1935 : Justin de Marseille de Maurice Tourneur : La Rougeole
- 1935 : Cavalerie légère de Werner Hochbaum et Roger Vitrac
- 1936 : La Terre qui meurt, de Jean Vallée : Éléonore
- 1936 : La Flamme d'André Berthomieu
- 1936 : L'Île des veuves de Claude Heymann : Mme Vandemaere
- 1937 : Pépé le Moko de Julien Duvivier : Inès
- 1937 : Une femme sans importance de Jean Choux : Sylvia
- 1938 : Ramuntcho de René Barberis : Franchita, mère de Ramuntcho
- 1938 : J'accuse d'Abel Gance : Edith
- 1938 : La Rue sans joie d'André Hugon : Marie Leichner
- 1939 : Dédé la musique d'André Berthomieu : Marcelle
- 1940 : Après Mein Kampf, mes crimes d'Alexandre Ryder : Frieda
- 1940 : La Fille du puisatier de Marcel Pagnol : Mme Mazel
- 1941 : La Neige sur les pas d'André Berthomieu : la gouvernante
- 1943 : Le Comte de Monte-Cristo (Première partie : Edmond Dantès) de Robert Vernay : la Carconte (femme de Caderousse)
- 1943 : Goupi Mains Rouges de Jacques Becker : Marie des Goupis
- 1943 : Ceux du rivage de Jacques Séverac : Lucette
- 1943 : Le Secret de Madame Clapain d'André Berthomieu : Mme Clapain
- 1944 : Vautrin de Pierre Billon : Mme de Saint-Estève (Asie)
- 1945 : La Fiancée des ténèbres de Serge de Poligny : Mlle Perdrières
- 1945 : La Fille aux yeux gris de Jean Faurez : Mme Renard
- 1945 : La Part de l'ombre de Jean Delannoy : Mme Berthe
- 1945 : L'Enquête du 58 de Jean Tedesco - court métrage -
- 1946 : Jéricho de Henri Calef : Rosa Ducroc
- 1946 : La Symphonie pastorale de Jean Delannoy : Amélie Martens, la femme du pasteur
- 1947 : Éternel Conflit de Georges Lampin : Germaine
- 1947 : La Grande Volière de Georges Péclet Mme Garnier
- 1947 : Le Village perdu de Christian Stengel : Mélina
- 1949 : On ne triche pas avec la vie de René Delacroix et Paul Vandenberghe : Mme Pichart
- 1950 : Meurtres ? de Richard Pottier : Isabelle Annequin
- 1950 : Les Amants de bras-mort de Marcel Pagliero Mme Levers
- 1952 : Nous sommes tous des assassins d'André Cayatte : Mme Louise Arnaud
- 1952 : Le Chemin de Damas de Max Glass
- 1953 : Dortoir des grandes de Henri Decoin : Mlle Brigitte Tournesac
- 1954 : Avant le déluge d'André Cayatte : Mme Arnaud
- 1956 : Les Truands de Carlo Rim : Chiffon
- 1956 : Eugénie Grandet de Maurice Cazeneuve, téléfilm : Mme Grandet
- 1959 : En votre âme et conscience : Le Drame du petit Condom de Claude Barma

## Carrière au théâtre
- 1921 : L'Affaire des poisons de Victorien Sardou, Trianon Palace
- 1922 : L'Amour livre d'or d'Alexis Nikolaïevitch Tolstoï, mise en scène Nathalie Boutkovsky, Théâtre du Vieux-Colombier
- 1922 : Les Plaisirs du hasard de René Benjamin, mise en scène Jacques Copeau, Théâtre du Vieux-Colombier
- 1925 : Le Dieu de Vengeance de Sholem Asch, mise en scène Charles Dullin, Théâtre de l'Atelier
- 1927 : Berlioz de Charles Méré, mise en scène Émile Couvelaine, Théâtre de la Porte-Saint-Martin
- 1929 : Le Train fantôme de Arnold Ridley, mise en scène Madeleine Geoffroy, Théâtre de la Madeleine
- 1931 : Judith de Jean Giraudoux, mise en scène Louis Jouvet, Théâtre Pigalle
- 1935 : Grisou de Pierre Brasseur, mise en scène René Rocher, Théâtre du Vieux-Colombier
- 1938 : Septembre de Constance Coline, mise en scène René Rocher, Théâtre du Vieux-Colombier
- 1950 : Le Président Haudecœur de Roger-Ferdinand, Comédie-Française au théâtre de l'Odéon.
- 1950 : La Belle Aventure de Gaston Arman de Caillavet, Robert de Flers et Étienne Rey, mise en scène Jean Debucourt, Comédie-Française
- 1952 : Six Personnages en quête d'auteur de Luigi Pirandello, mise en scène Julien Bertheau, Comédie-Française
- 1955 : L'Annonce faite à Marie de Paul Claudel, mise en scène Julien Bertheau, Comédie-Française
- 1960 : Tartuffe de Molière, mise en scène Louis Seigner, Comédie-Française : Mme Pernelle
- 1965 : La Rabouilleuse d'Émile Fabre d'après Honoré de Balzac, mise en scène Paul-Émile Deiber, Comédie-Française